# Tetsuwan Atom
Tetsuwan Atom (jap. 鉄腕アトム Tetsuwan Atomu) – manga, znana również pod tytułem Astro Boy, której autorem jest Osamu Tezuka. Była publikowana na łamach magazynu „Shōnen” wydawnictwa Kōbunsha w latach 1952–1968. Jej 112 rozdziałów zostało zebranych w 23 tomach, wydanych nakładem wydawnictwa Akita Shoten. Historia opowiada o Tetsuwan Atomie, androidzie o wyglądzie młodego chłopca i ludzkich emocjach, stworzonym przez Umataro Tenmę po tragicznej śmierci jego syna Tobio. Ostatecznie Atom zostaje sprzedany do cyrku robotów prowadzonego przez Hamegga, ale zostaje uratowany z niewoli przez profesora Ochanomizu. Astro staje się dla Ochanomizu zastępczym synem – profesor tworzy dla niego robotyczną rodzinę i pomaga mu prowadzić normalne życie, jak przeciętny ludzki chłopiec, towarzysząc mu przy jego przygodach.
W 1963 roku manga została zaadaptowana na telewizyjny serial anime w 1963 roku, za reżyserię którego odpowiadał sam Osamu Tezuka, stając się pierwszą japońską animacją, która zdobyła szeroką popularność i przyczyniła się do ukształtowania stylu znanego później jako anime. W 1980 roku ukazał się w pełni kolorowy remake anime zatytułowany Shin Tetsuwan Atom, a kolejna adaptacja, zatytułowana Astro Boy: Tetsuwan Atom, miała premierę w 2003 roku. Amerykański film animowany komputerowo, oparty na oryginalnej mandze autorstwa Tezuki, został wydany 23 października 2009.

## Fabuła

Mural przedstawiający Tetsuwan Atoma, głównego bohatera mangi.

Tetsuwan Atom to seria science fiction osadzona w futurystycznym świecie, w którym roboty współistnieją z ludźmi. Historia skupia się na przygodach tytułowego Atoma – potężnego androida stworzonego przez szefa Ministerstwa Nauki, doktora Tenmę jako zastępstwo dla swojego syna Tobio, który zginął w wypadku samochodowym. Dr Tenma zbudował i adoptował Atoma na pamiątkę po Tobio i traktował go z taką samą miłością, jakby był jego prawdziwym synem. Jednak wkrótce Tenma zdał sobie sprawę, że mały android nie jest w stanie wypełnić pustki po utraconym dziecku, zwłaszcza że Atom nie mógł dorastać ani wyrażać ludzkiej estetyki (w jednej ze scen w mandze Atom woli mechaniczne kształty sześcianów od organicznych kształtów kwiatów). W oryginalnej edycji z lat 60. Tenma odrzucił Atoma i sprzedał go okrutnemu właścicielowi cyrku, Hameggowi. W wersji z lat 80. Hamegg porwał Atoma, gdy Tenma próbował go odnaleźć. W filmie z 2009 roku Tenma odrzucił Atoma, ponieważ nie mógł przestać myśleć o Tobio, ale później Tenma zrozumiał, że Atom godnie zastępuje Tobio; w rezultacie postanowił ponownie go adoptować. Żadne z tych wydarzeń – odrzucenie Atoma (całkowite lub tymczasowe) czy porwanie – nie miały miejsca w wersji z 2003 roku, ponieważ narodziny Atoma zostały tam przypisane profesorowi Ochanomizu.
Po pewnym czasie profesor Ochanomizu, nowy szef Ministerstwa Nauki, zauważa Tetwuwan Atoma występującego w cyrku i przekonuje Hamegga, aby mu go oddał. Następnie przygarnia Atoma jako swojego własnego podopiecznego i traktuje go z troską i ciepłem, stając się jego prawnym opiekunem. Szybko dostrzega, że Atom posiada nadzwyczajne moce i umiejętności, a także zdolność do odczuwania ludzkich emocji.
Atom zostaje następnie pokazany jako obrońca prawa, dobra i sprawiedliwości, wykorzystując swoje siedem mocy: siłę 100 tysięcy koni mechanicznych, zdolność lotu dzięki silnikom odrzutowym, intensywne światła w oczach, regulowany słuch, natychmiastowe tłumaczenie języków, wysuwany z bioder karabin maszynowy oraz wysoki iloraz inteligencji pozwalający mu ocenić, czy dana osoba jest dobra czy zła. Większość jego przeciwników to ludzie nienawidzący robotów, zbuntowane roboty lub najeźdźcy z kosmosu. Prawie każda opowieść zawiera walkę Atoma z innymi robotami.

## Manga
Seria była publikowana od 3 kwietnia 1952 do 12 marca 1968 w magazynie „Shōnen” wydawnictwa Kōbunsha. Jej 112 rozdziałów zostało zebranych w 23 tankōbonach, wydanych nakładem wydawnictwa Akita Shoten.

## Anime

### Seria z 1963
Telewizyjny serial animowany Tetsuwan Atom miał swoją premierę w stacji Fuji TV w Nowy Rok, 1 stycznia 1963, i był pierwszym popularnym japońskim serialem animowanym uosabiającym estetykę, która później stała się znana na całym świecie jako anime. Serial składa się z 4 sezonów, liczących łącznie 193 odcinki, z których ostatni wyemitowano w 31 grudnia 1966. W szczytowym momencie oglądało go 40% Japończyków mających dostęp do telewizji. Za reżyserię odpowiadał sam Osamu Tezuka, natomiast produkcję zrealizowało studio Mushi Production.

### Seria z 1980
W pełni kolorowy remake serialu został wyprodukowany przez studio Tezuka Productions. Seria była emitowana w stacji Nippon TV od 1 października 1980 do 23 grudnia 1981, licząc łącznie 52 odcinki. Za reżyserię odpowiadał Noboru Ishiguro.

### Seria z 2003
Trzecia seria, składająca się z 50 odcinków, została wyprodukowana przez Tezuka Productions, Sony Pictures Entertainment Japan, Dentsu oraz stację Fuji TV. Została stworzona, aby uczcić datę urodzin Tetsuwana Atoma, i po raz pierwszy wyemitowano ją w Japonii dokładnie w dniu jego urodzin według mangi, 7 kwietnia 2003, na kanałach Animax i Fuji TV. Serial został wyreżyserowany przez Kazuyę Konakę, a scenariusz napisał Chiaki J. Konaka, wraz z dodatkowymi scenarzystami, do których należeli: Keiichi Hasegawa, Sadayuki Murai, Ai Ohta, Hirotoshi Kobayashi, Kenji Konuta oraz Marc Handler.

## Filmy
W 1962 roku stacja MBS wydała film live action, będący kompilacją odcinków z emitowanego w latach 1959–1960 aktorskiego serialu telewizyjnego, który poprzedzał serial animowany z lat 60. XX wieku i luźno opierał się na mandze. Sekwencja otwierająca (trwająca około jednej minuty) była animowana, natomiast reszta filmu była w formie aktorskiej. Film trwał 75 minut.
23 października 2009 premierę miał film animowany w reżyserii Davida Bowersa. Za produkcję animacji odpowiadało Imagi Animation Studios. W Polsce film ukazał się 5 lutego 2010.
W 2015 zapowiedziano powstanie filmu aktorskiego. Produkcją zajmie się studio Animal Logic we współpracy z Tezuka Productions i Ranger 7 Films. W 2016 roku potwierdzono, że za scenariusz odpowiadać będą scenarzyści filmu San Andreas, Jeremy Passmore i Andre Fabrizio.

## Odbiór
Manga sprzedała się w nakładzie ponad 100 milionów egzemplarzy.
Tetsuwan Atom uważany jest za jedną z najwybitniejszych mang i anime wszech czasów. W rankingu „najlepsza manga wszech czasów” zorganizowanym w 2006 roku przez Japan Media Arts Festival z okazji 10-lecia festiwalu, Tetsuwan Atom zajął 6. miejsce – był to trzeci najwyżej notowany tytuł autorstwa Tezuki, po Hi no tori i Black Jack. Dodatkowo, adaptacja anime z 1963 roku zajęła 2. miejsce na liście „najlepsze anime wszech czasów”.
W ankiecie z 2009 roku przeprowadzonej przez Asahi Shimbun pod hasłem „najlepsza manga okresu Shōwa”,Tetsuwan Atom zajął 5. miejsce, będąc najwyżej notowaną mangą Tezuki na tej liście.